# Ommatius nealus
Ommatius nealus là một loài ruồi trong họ Asilidae. Ommatius nealus được Oldroyd miêu tả năm 1960. Loài này phân bố ở vùng nhiệt đới châu Phi.